# Sanctuaire de Son Corró
Le sanctuaire de Son Corró est un site archéologique situé dans la municipalité de Costitx, sur l'île de Majorque, dans l'archipel des Baléares, en Espagne. Le site est constitué d'un édifice considéré comme étant un sanctuaire post-talayotique, daté de l'Âge du fer.

## Historique
En mai 1895, des ouvriers qui enlevaient des pierres au bord d'un champ de la Finca Son Corró découvrent deux têtes de taureau (Caps de Bou en catalan) en bronze. Puis, une troisième tête de taureau est découverte, ce qui incite le directeur du musée archéologique de Lulia, Bartomeu Ferrà Perelló, aidé de Gabriel Llabrés Quintana, à fouiller et à documenter le site. 
La commune de Costitx a acquis le site en 1995 à l'occasion du centenaire de sa découverte. A cette occasion, l'archéologue  Guillem Rosselló Bordoy a dirigé une nouvelle fouille du site et entrepris une restauration du sanctuaire. Lors de ces fouilles, de nouvelles figures guerrières en bronze ont été découvertes, confirmant ainsi la fonction sacrée et rituelle de l'enceinte.
Le site a été déclaré bien d'intérêt culturel en 1966, sous la référence d'enregistrement RI-51-0002007. Le sanctuaire a fait l'objet d'une nouvelle restauration en 2009-2010 à la demande de la commune, compte tenu de son état de dégradation avancé.

## Description
L'édifice mesure 10,30 m de long sur 8,20 m de large et couvre une surface de 84,5 m2. Les murs latéraux de l'édifice ont disparu : leur emplacement est désormais indiqué par des rails au sol. Le mur du fond du sanctuaire a été monté en appareil cyclopéen. L'édifice adopte un plan quadrangulaire ou légèrement rectangulaire sans subdivisions internes, alors que les édifices de ce type présentent souvent une altération du mur du fond de type abside (Son Marí, Son Mas) ou complètement rectiligne (Almallutx, Son Oms), ou comportent une façade légèrement concave (Son Mas) rappelant celle des enceintes à taula. Le sanctuaire semble avoir été complètement isolé : aucun bâtiment ne lui est annexé et le village le plus proche est celui d'Es Pujol. Le sol était recouvert d'une couche d'argile compacte de couleur rouge vif, distincte de l'argile blanchâtre du sol naturel.

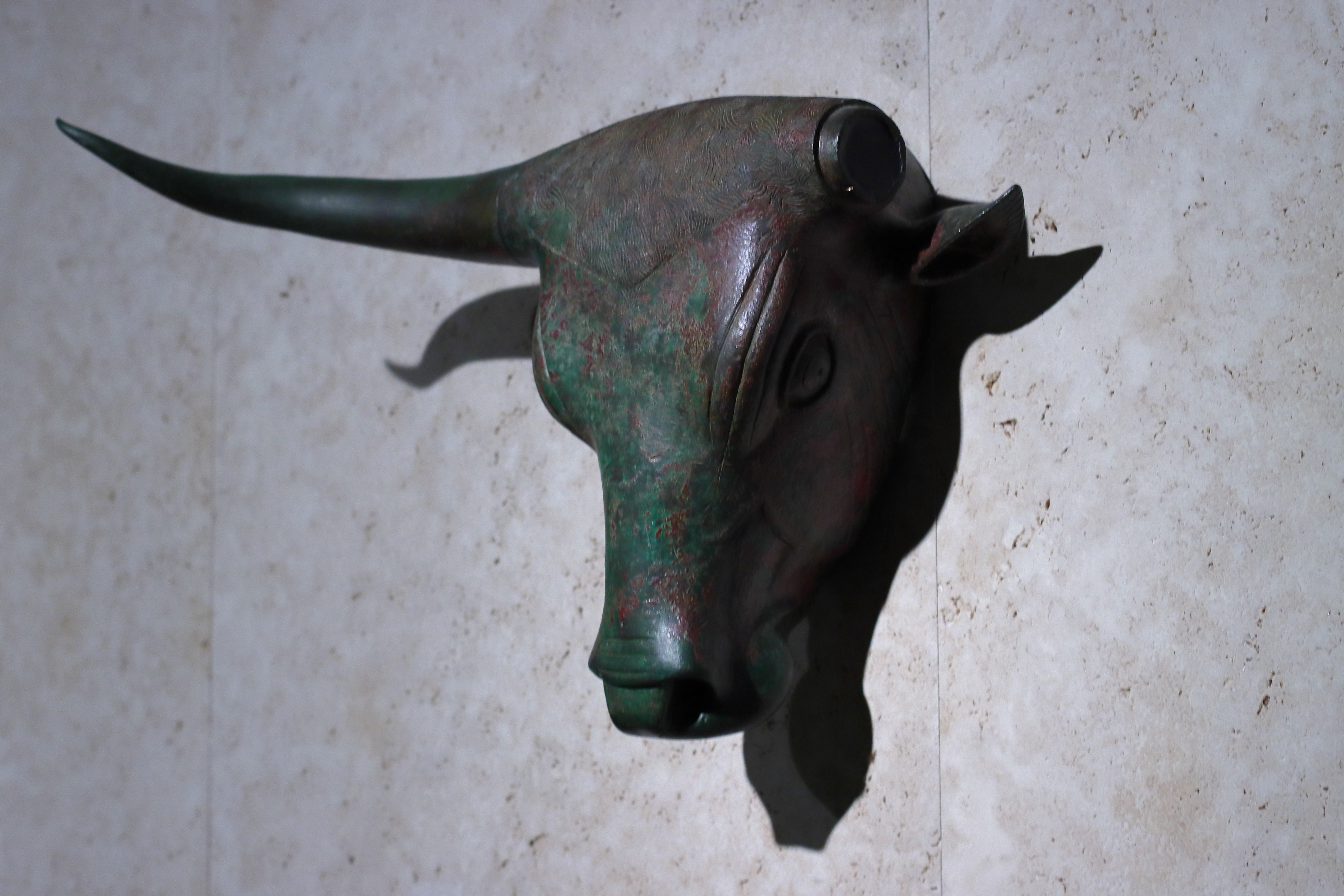
L'une des 3 Caps de Bou.

Avant la restauration du sanctuaire, les treize « tambours » (mesurant de 0,55 à 0,75 m) trouvés sur place étaient répartis de manière inégale sur la surface du site, la plus grande partie d'entre eux se trouvant dans la moitié est du site. Guillem Rosselló Bordoy a considéré que les tambours étaient uniquement des éléments architecturaux composant des colonnes polylithiques qui auraient soutenu l'ancienne couverture du sanctuaire, et il a ainsi reconstitué six colonnes de deux tambours disposées en deux rangées de trois, perpendiculairement à l'entrée du sanctuaire. Le treizième tambour a été déposé dans le fond du sanctuaire. Cette reconstitution est controversée car, selon certains auteurs, les sanctuaires étaient des édifices découverts, par conséquent les « tambours de colonne » n'étaient pas des éléments architecturaux mais liturgiques, comme des bétyles,  ce qui expliquerait leur répartition spatiale irrégulière lors de leur découverte. De plus, la découverte de plusieurs zones correspondant à des restes de crémation, dispersées sur tout le site, plaide pour l'existence d'un sanctuaire à ciel découvert.
En l'absence de toute datation par le carbone 14, la période de construction du sanctuaire est estimée de manière relative et serait comprise entre le  IVe et le IIe siècle av. J.-C. La découverte de restes de tegulae, lors des fouilles de 1995, indique la poursuite d'usage du sanctuaire durant la période romaine.